# L'Ajuntament informa
L'Ajuntament informa és el butlletí municipal de Santa Coloma de Gramenet. És una publicació setmanal gratuïta. La tirada regular és de 15.000 exemplars.
El 15 de juny del 1979 es va publicar la primera edició de El Ayuntamiento informa encara amb capçalera en castellà, que només el 1991 va canviar en L'Ajuntament informa, una iniciativa del primer consistori democràtic sota la direcció de Carlos Grande. Tenia dues o de vegades quatre pàgines. En un context de transició democràtica, se'l va crear amb l'objectiu de mantenir informada la ciutadania dels fets que anaven succeint al municipi. El primer número explicava el canvi de nom dels carrers o a les primeres anàlisis del Pla Popular. A més de la cartelleria oficial, es va obrir a l'agenda de les activitats de les diferents entitats de la ciutat. Periòdicament deixa un espai a l'alcaldessa i els partits polítics del municipi per a articles d'opinió. El 2017 hi va haver una polèmica sobre l'ús partidista del mitjà pel PSC, partit majoritari al consistori.
S'ha de destacar que l'ajuntament colomenc va ser el primer de tot l'Estat espanyol en editar un butlletí municipal des que s'havia instaurat la democràcia al país. En ocasió del 30è aniversari, el setembre de 2009 es va desenvolupar un nou disseny i es va llençar la versió digital descarregable.
El 2019, el Museu Torre Balldovina va organitzar l'exposició En portada 100 anys de premsa a Santa Coloma de Gramenet, 1919-2019 on es va celebrar, entre d'altres revistes existents i desaparegudes, els quaranta anys de publicació ininterrompuda de L'Ajuntament informa.